# (1697) Koskenniemi
(1697) Koskenniemi – planetoida z pasa głównego asteroid.

## Odkrycie
Została odkryta 11 września 1940 roku w Obserwatorium Iso-Heikkilä w Turku przez Heikki Alikoskiego. Nazwa planetoidy pochodzi od Veikko Antero Koskenniemiego (1886–1962), fińskiego poety. Przed nadaniem nazwy planetoida nosiła oznaczenie tymczasowe (1697) 1940 RM.

## Orbita
(1697) Koskenniemi okrąża Słońce w ciągu 3 lat i 241 dni w średniej odległości 2,37 au. Planetoida należy do rodziny planetoidy Westa.